# Kopschin

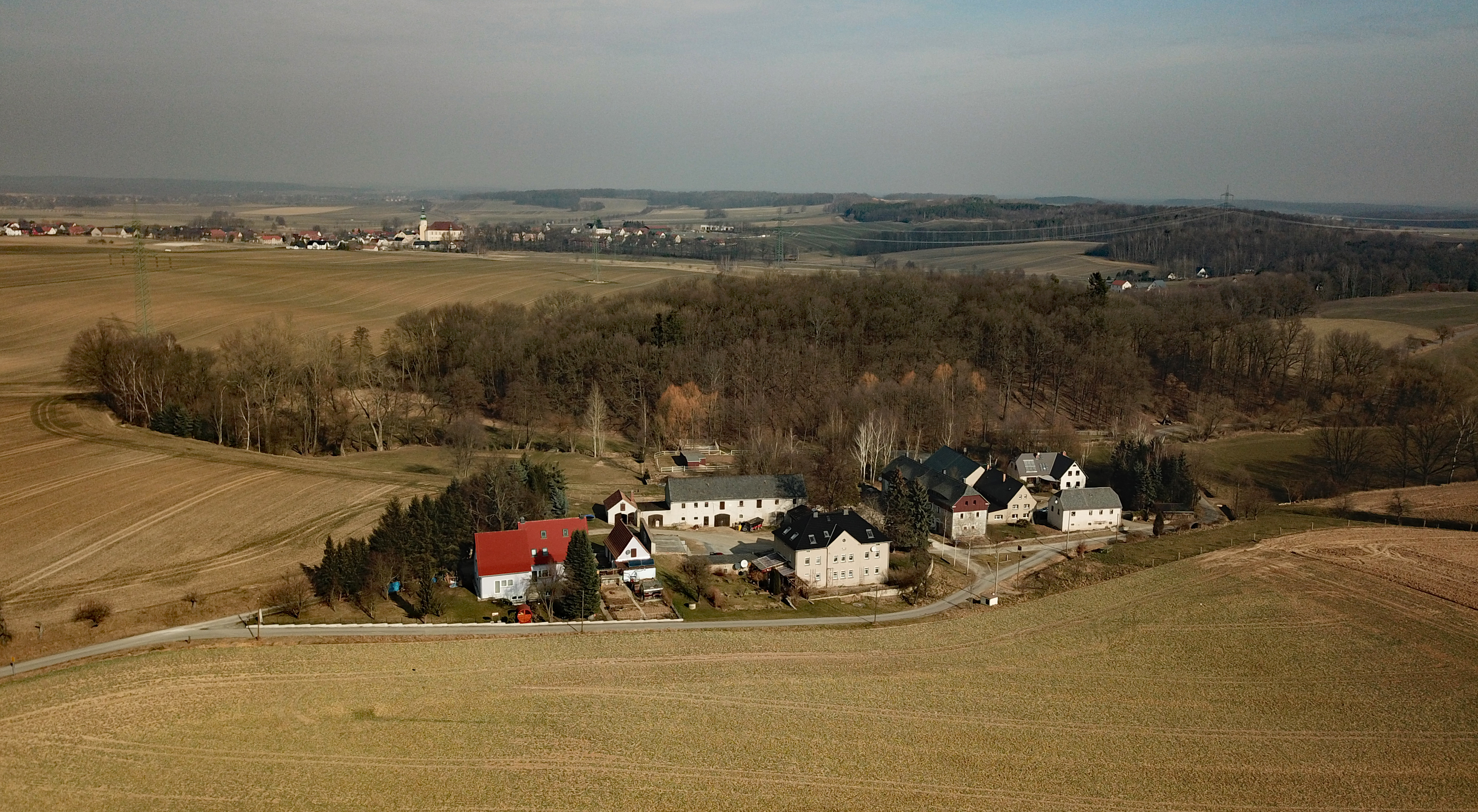
Luftbild

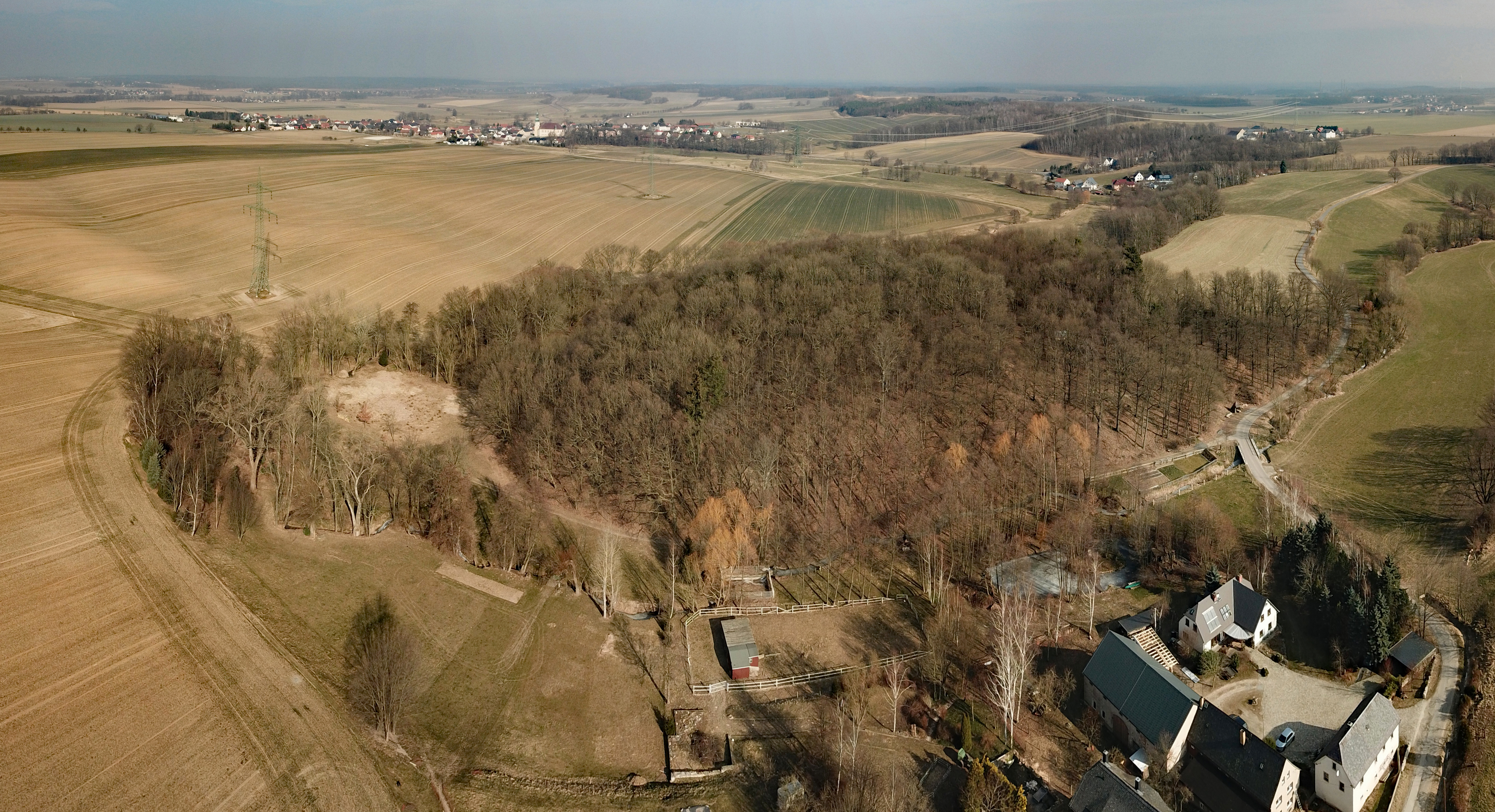
Kopschiner Schanze

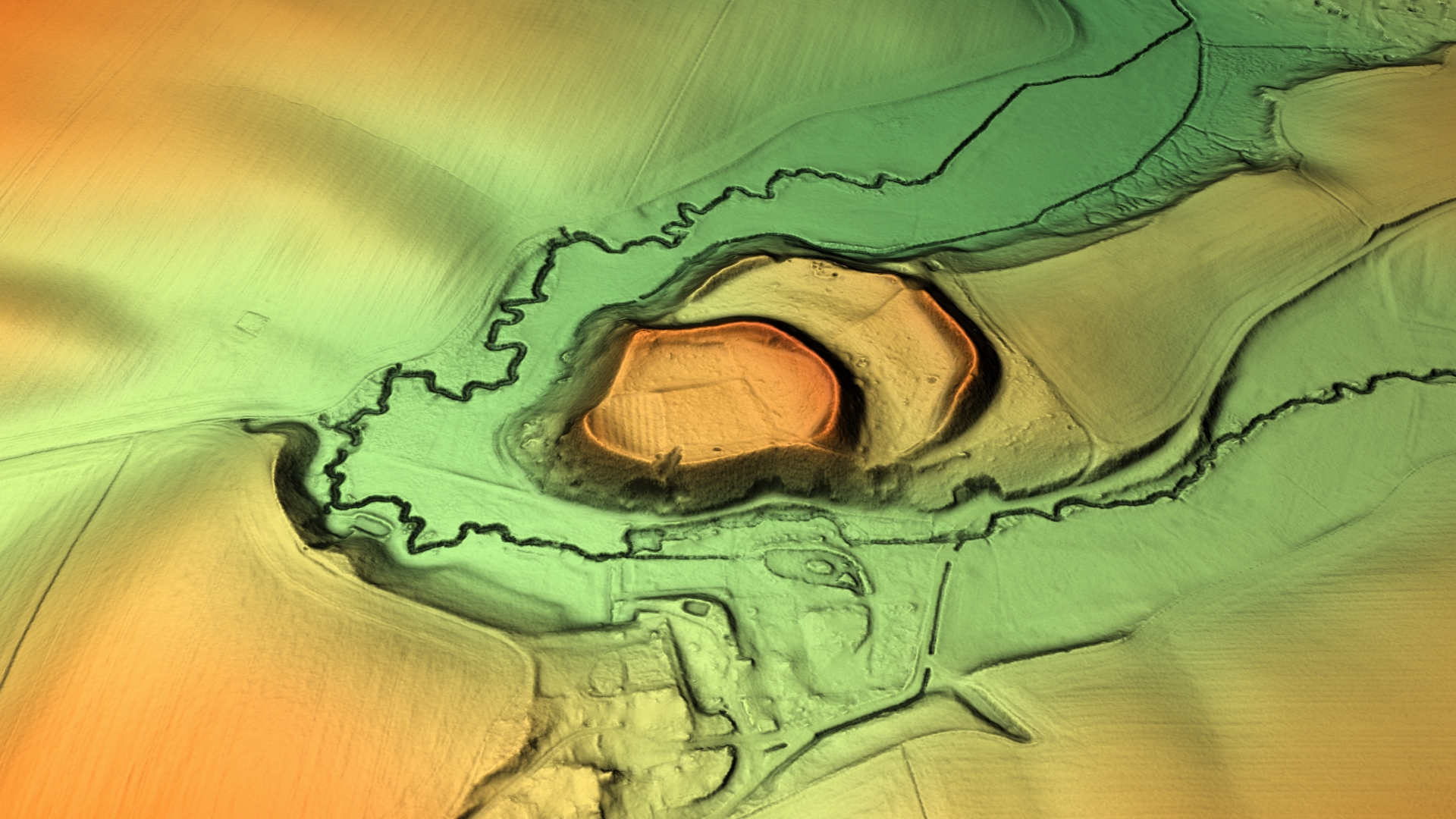
3D-Ansicht des digitalen Geländemodells

Kopschin, obersorbisch Kopšinⓘ, ist ein kleines Dorf im Zentrum des ostsächsischen Landkreises Bautzen, das seit 1974 den kleinsten Ortsteil der Gemeinde Crostwitz bildet. Es hat 17 Einwohner und zählt zum Kernsiedlungsgebiet der Sorben. Der größte Teil der Bevölkerung spricht Sorbisch als Muttersprache.
Der Ortsname wurde von der Bezeichnung für die unweit des Ortes gelegene Burgwallanlage, den Kopschin, übernommen. Er bedeutet so viel wie „Brennnessel-Hügel“ (altsorbisch kopriva = „Brennnessel“). Heute wird die Schanze hin und wieder für Veranstaltungen genutzt.

## Geografie
Der Ort befindet sich 1,4 Kilometer südlich von Crostwitz auf 180 Metern ü. NN. Kopschin liegt im „Oberland“ (Horjany) der ehemaligen Klosterpflege St. Marienstern am Bächlein Satkula, welches aus Lehndorf kommend die Kopschiner Burganlage auf drei Seiten begrenzt und danach nach Crostwitz fließt. Die Nachbarorte sind Prautitz im Nordosten, Nucknitz im Osten, Lehndorf im Süden und Crostwitz im Norden.
Die Siedlung besteht aus zwei Höfen und einigen weiteren Gebäuden.

## Geschichte
In unmittelbarer Nähe zum Ort befindet sich die Kopschiner Schanze, eine alte slawische Burganlage, die heute nur noch als bewaldeter Hügel in Erscheinung tritt.
Namentlich wurde die Siedlung erstmals 1343 als Kopschiwn erwähnt. Die heutige Namensform ist erstmals 1617 verzeichnet. Im 17. und 18. Jahrhundert gehörten Kopschin und der Nachbarort Nucknitz zum Rittergut Räckelwitz. Das Dorf war seit jeher ein Ortsteil von Nucknitz, bis es nach am 1. Januar 1974 Crostwitz eingemeindet wurde.
Zu Beginn des 18. Jahrhunderts bestanden am Hang der Satkula zwischen Kopschin und Nucknitz einige kleinere Steinbrüche.

## Bevölkerung
Für seine Statistik über die sorbische Bevölkerung in der Oberlausitz ermittelte Arnošt Muka in den achtziger Jahren des 19. Jahrhunderts für den Ort eine Bevölkerungszahl von 34 Einwohnern; davon waren alle Sorben.
1890 hatte Kopschin 29 Einwohner, genauso viel wie 60 Jahre zuvor.
Die Einwohner sind traditionell fast ausschließlich katholischer Konfession; der Ort ist nach Crostwitz gepfarrt.

## Wirtschaft und Infrastruktur
Die Kreisstraße von Bautzen nach Kamenz führt nordöstlich an Kopschin vorbei, während die Staatsstraße 101 (Königswartha-Autobahn 4) den Ort westlich passiert. Die Siedlung selbst ist mit ihren Nachbarorten durch kleine Lokalstraßen verbunden.

## Belege
- Kopschin im Historischen Ortsverzeichnis von Sachsen

1. ↑  Angabe für 2023 von am-klosterwasser.de
2. ↑  Ernst Eichler/Hans Walther: Ortsnamenbuch der Oberlausitz. Akademie-Verlag, Berlin 1975
3. ↑  Ernst Tschernik: Die Entwicklung der sorbischen Bevölkerung. Akademie-Verlag, Berlin 1954, S. 98.